# Episodi de L'ape Maia (serie animata 2012) (prima stagione)
La prima stagione della serie animata L'ape Maia è stata trasmessa in Francia dal 1º febbraio 2012 al 24 ottobre 2012. In Italia è stata trasmessa tra il 2012 e il 2013: i primi 40 episodi su Rai 2, mentre i restanti 38 su Rai Yoyo.
| N° | Titolo originale | Titolo italiano                    | Prima TV originale | Prima TV Italia |
| -- | ---------------- | ---------------------------------- | ------------------ | --------------- |
| 1  |                  | Il giudice Cavillo                 | 1º febbraio 2012   |                 |
| 2  |                  | Quel mostro di Willy               |                    |                 |
| 3  |                  | Missione messaggero                |                    |                 |
| 4  |                  | Allarme orso                       |                    |                 |
| 5  |                  | SOS Maia                           |                    |                 |
| 6  |                  | Gioco di ombre                     |                    |                 |
| 7  |                  | Oltre le apparenze                 |                    |                 |
| 8  |                  | Metamorfosi                        |                    |                 |
| 9  |                  | L'unione fa la forza               |                    |                 |
| 10 |                  | Rumore d'amore                     |                    |                 |
| 11 |                  | Un nuovo amico                     |                    |                 |
| 12 |                  | Balla con le api                   |                    |                 |
| 13 |                  | Vita da re                         |                    |                 |
| 14 |                  | Fiori di luna                      |                    |                 |
| 15 |                  | Polvere di ali                     |                    |                 |
| 16 |                  | Relax da regina                    |                    |                 |
| 17 |                  | Il concorso di Ben                 |                    |                 |
| 18 |                  | Grilli fuori controllo             |                    |                 |
| 19 |                  | L'invasione delle pulci            |                    |                 |
| 20 |                  | Shelby fuori gioco                 |                    |                 |
| 21 |                  | Scarabei eremiti e... riuniti      |                    |                 |
| 22 |                  | Patente di volo                    |                    |                 |
| 23 |                  | Zampe di forbice                   |                    |                 |
| 24 |                  | Willy, una mamma per caso          |                    |                 |
| 25 |                  | Effetto torta                      |                    |                 |
| 26 |                  | Operazione deviazione              |                    |                 |
| 27 |                  | Essere o non essere                |                    |                 |
| 28 |                  | Sogni alati                        |                    |                 |
| 29 |                  | Furto con sorpresa                 |                    |                 |
| 30 |                  | Un fiore tutto nostro              |                    |                 |
| 31 |                  | L'amore... brucia                  |                    |                 |
| 32 |                  | L'influenza di Tecla               |                    |                 |
| 33 |                  | Calabrock                          |                    |                 |
| 34 |                  | Insonnia                           |                    |                 |
| 35 |                  | Un amore di vespa                  |                    |                 |
| 36 |                  | Un'ape di troppo                   |                    |                 |
| 37 |                  | Questioni di tempo                 |                    |                 |
| 38 |                  | Testa d'uovo                       |                    |                 |
| 39 |                  | A ognuno il suo                    |                    |                 |
| 40 |                  | L'eccezione alla regola            |                    |                 |
| 41 |                  | Una formica geniale                |                    |                 |
| 42 |                  | La nascita di Maia (prima parte)   |                    |                 |
| 43 |                  | La nascita di Maia (seconda parte) |                    |                 |
| 44 |                  | Il fantasma dell'alveare           |                    |                 |
| 45 |                  | Uscita di sicurezza                |                    |                 |
| 46 |                  | Campioni a 4 ali                   |                    |                 |
| 47 |                  | Lo scettro della regina            |                    |                 |
| 48 |                  | Lotta tra giganti                  |                    |                 |
| 49 |                  | Il coraggio porta fortuna          |                    |                 |
| 50 |                  | Colpi di testa                     |                    |                 |
| 51 |                  | Gli occhiali di Barry              |                    |                 |
| 52 |                  | Allergia da polline                |                    |                 |
| 53 |                  | Libellula Express                  |                    |                 |
| 54 |                  | Agli ordini, Maia!                 |                    |                 |
| 55 |                  | Tracce di lampone                  |                    |                 |
| 56 |                  | Grazie, vespe!                     |                    |                 |
| 57 |                  | Il polline della discordia         |                    |                 |
| 58 |                  | Ludovina apprendista regina        |                    |                 |
| 59 |                  | Un filo per violino                |                    |                 |
| 60 |                  | Vita da formica                    |                    |                 |
| 61 |                  | Arcobaleno di polline              |                    |                 |
| 62 |                  | Rane vegetariane                   |                    |                 |
| 63 |                  | Un tesoro di provviste             |                    |                 |
| 64 |                  | Talenti in mostra                  |                    |                 |
| 65 |                  | Lucciole per lanterne              |                    |                 |
| 66 |                  | Gelosia                            |                    |                 |
| 67 |                  | La tigre del prato                 |                    |                 |
| 68 |                  | Il cambio della guardia            |                    |                 |
| 69 |                  | Un po' per uno                     |                    |                 |
| 70 |                  | Il polline della verità            |                    |                 |
| 71 |                  | Api da tartufo                     |                    |                 |
| 72 |                  | Il giullare dell'alveare           |                    |                 |
| 73 |                  | La leggenda del prato              |                    |                 |
| 74 |                  | Furto d'amore                      |                    |                 |
| 75 |                  | Omaggio di benvenuto               |                    |                 |
| 76 |                  | Mollusco a secco                   |                    |                 |
| 77 |                  | Il polline di Ben                  |                    |                 |
| 78 |                  | Stelle cadenti                     | 24 ottobre 2012    |                 |